# Tlogo Rejo (Rawajitu Utara)
Tlogo Rejo is een bestuurslaag in het regentschap Mesuji van de provincie Lampung, Indonesië. Tlogo Rejo telt 1793 inwoners (volkstelling 2010).